# 赫尔曼·施陶丁格
赫尔曼·施陶丁格（德語：Hermann Staudinger，1881年3月23日—1965年9月8日），德国化学家，在高分子化学领域作出了开拓性贡献，被授予1953年诺贝尔化学奖。

## 生平与成就

### 求学

烯酮通式，施陶丁格对烯酮的研究多有贡献

1881年施陶丁格出生在德国莱茵河西岸的沃尔姆斯古城，父亲弗里茨·施陶丁格是位哲学和社会科学学者。1899年他进入哈勒大学就读，打算在格奥尔格·柯勒勃斯（Georg Klebs）指导下学习自己感兴趣的植物学。但由于他父亲建议说，如果要成为一位植物学家，一定要知晓一些化学，施陶丁格就在丹尼尔·福尔兰德尔的指导下学习化学，没想到这一“植物学的预备课程”竟成了他终生的研究方向。.
1900年他在达姆斯塔特理工学院接受了分析化学的训练，之后的一年在慕尼黑大学阿道夫·拜耳的研究所学习了一年有机合成。1903年他在福尔兰德尔的指导下以对丙二酸酯的研究获得了博士学位。

### 有机化学研究
1903-1907年间，施陶丁格他作为弗里德里希·卡尔·约翰尼斯·提艾利的助手，在斯特拉斯堡大学研究羧酸。他发现了烯酮，一种化学性质活泼，后来在药物合成中很有用的中间体。。1907年11月施陶丁格担任卡尔斯鲁厄理工学院化学研究所有机化学教授。在卡尔斯鲁厄，施陶丁格和卡尔·恩格勒、弗里茨·哈伯等著名化学家一起工作。他的主要研究方向为进一步研究烯酮的化学性质和反应。1912年他的《烯酮》一书出版，后来被认为是这一领域的经典教材。
1912年里夏德·维尔施泰特离开苏黎世联邦理工学院，就任柏林大学教授和威廉皇帝化学研究所研究负责人。施陶丁格接受苏黎世理工邀请，任化学系主任。施陶丁格的朋友都庆祝他即将前往ETH任教，只有曾经在ETH当过博士后的弗里茨·哈伯说道：“不受打扰的研究日子现在结束了。”果然，施陶丁格一到苏黎世理工，就需要承担很重的教学任务。空闲时间里，施陶丁格和拉沃斯拉夫·鲁日奇卡一起，确认了除虫菊酯的结构，并开发了这一除虫剂的人工合成途径。 
1919年他和迈耶共同发表了叠氮化合物和三苯基膦反应，即施陶丁格反应。

### 高分子思想的确立
1926年他接受弗萊堡大学邀请，担任化学系主任。已是一名颇具盛名的有机化学家的施陶丁格开始了对橡胶的研究。当时拉乌尔和范特霍夫都通过物理方法测出了橡胶具有很大的分子量。1920年施陶丁格发表了一篇里程碑的文章，提出橡胶与淀粉、赛璐珞、蛋白质等物质的化学本质都是由化学键连接重复单元形成的聚合物。 也就是说这些大分子的结构就如同一根穿起来的曲别针长链，每个曲别针是一样的，他们就如同重复单元。

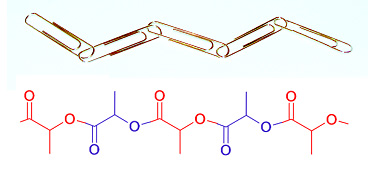

当时有名的化学家赫尔曼·埃米尔·费歇尔和亨利奇·威兰德都认为实验测出的高分子量来源于小分子组成的缔合体和胶体颗粒，其结合力源于每个分子之间的分子间作用力，因此主流学界反对施陶丁格的小分子通过化学键结合成大分子的主张。直到1930年代，越来越多的实验证据证实了施陶丁格的猜测。渗透压法和黏度法都测量出了聚合物的大分子量。赫尔曼·马克的X射线衍射实验证实了大分子链的存在。而华莱士·卡罗瑟斯对尼龙和聚酯的合成也证明了通过小分子合成聚合物是完全可行的。

施陶丁格很早就看到了高分子科学的应用前景，他在1936年说过“这么说并非不可能，最终有一天合成高分子量聚合物可以用来制造人造纤维，因为天然纤维的强度和弹性也来源于他的大分子结构。 1940年施陶丁格开始担任弗赖堡大学大分子化学研究所所长至1951年，期间创立了第一种聚合物杂志《大分子化学与物理》 1953年施陶丁格因“在大分子化学上的诸多发现”获得诺贝尔化学奖。

### 对战争的态度
一战爆发之后，施陶丁格进行了一些替代因战争而奇缺的天然产物的替代物的研究，比如合成胡椒的替代品和咖啡香味剂。1914年十月，93位德国科学家（包括施陶丁格的老师和朋友）签订了“文明世界宣言”支持德国战争，这让倾向和平和国际主义施陶丁格陷入困惑之中。1917年11月他给军方领导人鲁登道夫写信，希望可以签订和平协议，柏林的回应却是派了一位代表来要求他参加毒气的研究，施陶丁格拒绝了，并在其后寻求国际红十字会的支持，反对使用毒气。
二战时，著名哲学家海德格尔根据施陶丁格一战时期所谓的“不爱国”言行，怀疑他对德国和纳粹党必怀二心。1934年，海德格尔提议州政府解雇并流放施陶丁格。施陶丁格受到盖世太保的讯问，责令写下放弃从前主张的保证书，并向他发出死亡的威胁。他受到屈辱和压制，不允许出国旅游和讲学，研究工作受到干扰。他不愿与纳粹集团同流合污，但也不敢与之为敌，不敢宣传他的和平主义和反战主张。